# Rhus crenatifolia
Rhus crenatifolia är en sumakväxtart som beskrevs av Diederich Franz Leonhard von Schlechtendal. Rhus crenatifolia ingår i släktet sumaker, och familjen sumakväxter. Inga underarter finns listade i Catalogue of Life.